# David Lykken
David Thoreson Lykken (18 juin 1928 – 15 septembre 2006) est généticien comportementaliste. Il est connu pour ses recherches sur ses études sur les jumeaux et la détection de mensonges (en).

## Biographie
Né à Minneapolis (Minnesota), il s'engage dans la marine américaine durant la Seconde Guerre mondiale, à l'âge de 17 ans. Il fait ses études universitaires à  l'Université du Minnesota, où il obtient une licence en 1949, un master en 1952 et obtient son doctorat en psychologie clinique et neuropsychiatrie en 1955.

## Travaux
Lykken est notamment connu pour ses travaux sur les jumeaux, qu'il a entamés en 1970. Il est l'un des principaux chercheurs de la Minnesota Twin Family Study (en), qui examine l'héritabilité de certains traits psychologiques à partir de signes trouvés chez des jumeaux identiques et fraternels. Il est l'un des 52 signataires d'un manifeste rédigé en réponse à l'ouvrage The Bell Curve intitulée Mainstream Science on Intelligence, à l'initiative de la psychologue et universitaire Linda Gottfredson, et publié dans le Wall Street Journal en 1994 ainsi que dans Intelligence en 1997.